# Baspa melampus
Baspa melampus är en fjärilsart som beskrevs av Stoll 1781. Baspa melampus ingår i släktet Baspa och familjen juvelvingar. Inga underarter finns listade i Catalogue of Life.

## Bildgalleri

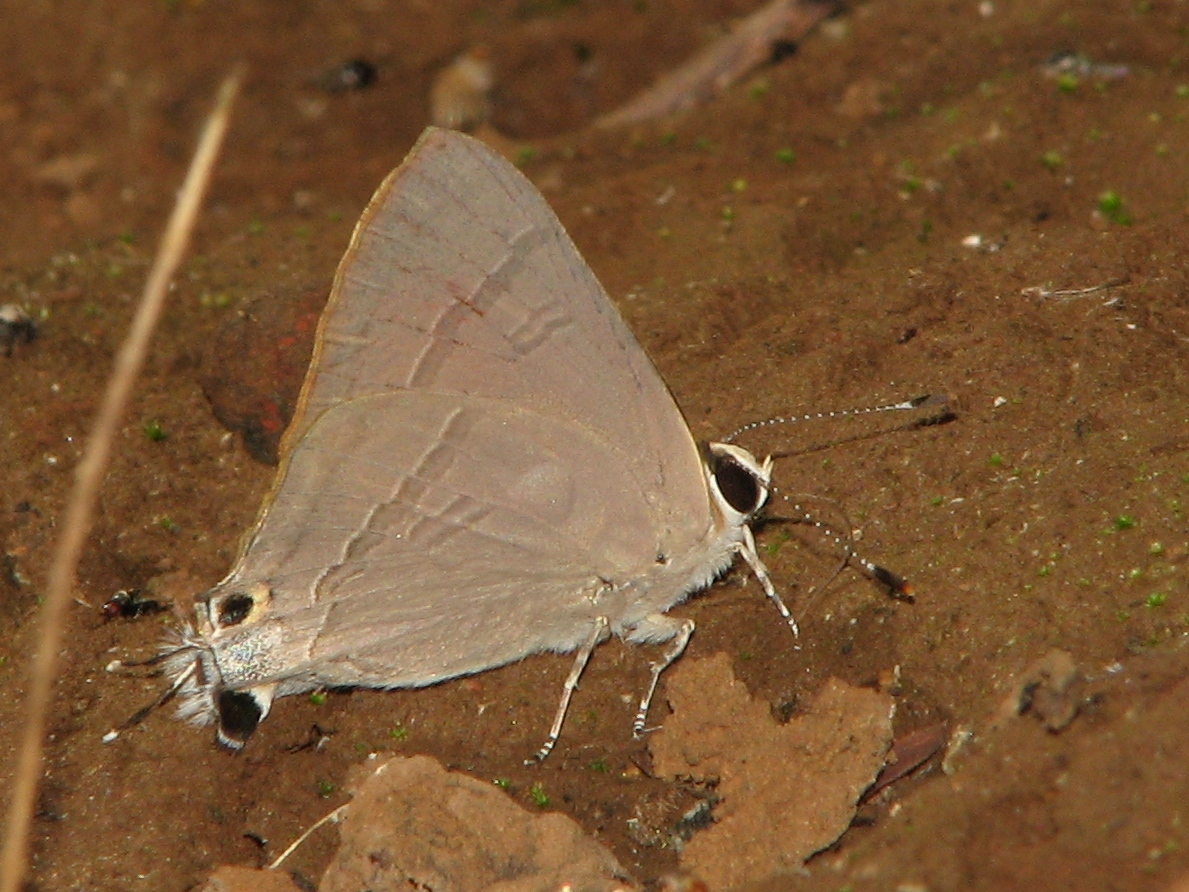
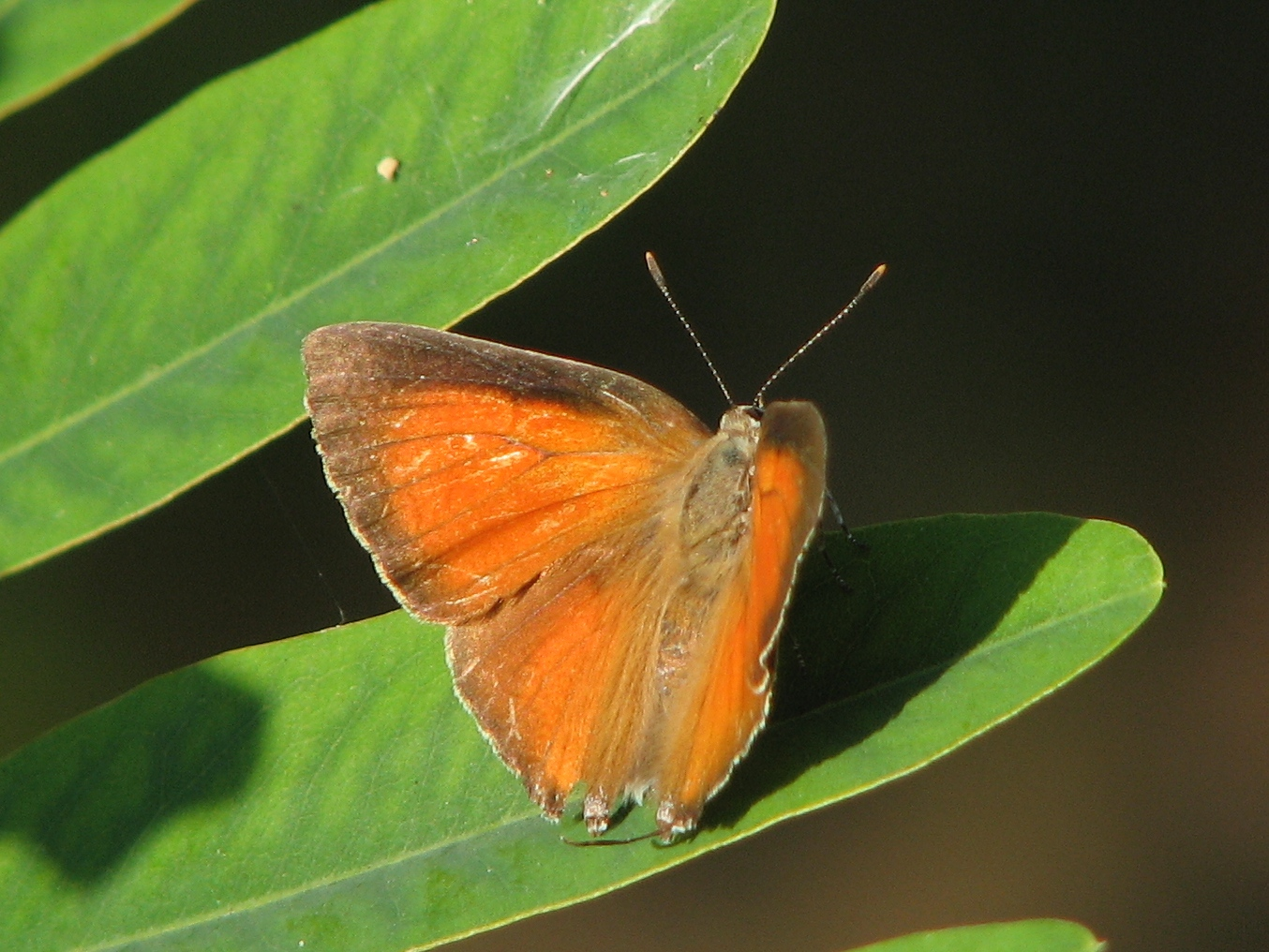